# Liste des aires urbaines de l'Aisne
| Grandes aires - Communes du pôle urbain - Autres communes de l’aire  |
| Moyennes aires - Communes du pôle urbain - Autres communes de l’aire |
| Petites aires - Communes du pôle urbain - Autres communes de l’aire  |

Carte des aires urbaines de l'Aisne par type en 2010.

La liste des aires urbaines de l'Aisne regroupe l'ensemble des aires urbaines du département de l'Aisne dont la mise à jour est effectuée par l'Insee lors de la révision du zonage ou du périmètre des aires urbaines en France.
Ces mises à jour ont lieu régulièrement après chaque recensement de population. Concernant ces listes, celles-ci sont établies en 1999 et 2010. Cette notion est remplacée en 2020 par un nouveau zonage d'études, les aires d'attractions d'une ville par l'Insee.

## Aires urbaines en 2010

### Définitions
En 2010, l’Insee établit les zonages des aires urbaines ; elles correspondent à un espace composé d’une ou plusieurs communes sans enclave et organisé autour d’un pôle regroupant plus de 1 500 emplois.
On distingue :
1. les grandes aires urbaines (pôle urbain de plus de 10 000 emplois) ;
2. les moyennes aires urbaines (pôle urbain comprenant entre 5 000 et 10 000 emplois) ;
3. les petites aires urbaines (pôle comprenant entre 1 500 et 5 000).

### Liste des aires urbaines
Le département de l'Aisne comprend 14 aires urbaines (recensement de 2015), dont 126 communes du département appartiennent à trois aires urbaines des départements ou régions voisines :
| Code | Aire urbaine (2010)     | Type         | Nombre de communes  | Population (hab.)            | Superficie (km2)          | Densité (hab./km2) |
| ---- | ----------------------- | ------------ | ------------------- | ---------------------------- | ------------------------- | ------------------ |
| 001  | Paris                   | Grande aire  | 1 786 Fraction : 65 | 12 532 901 Fraction : 33 484 | 17 175 Fraction : 649,95  | 726 Fraction : 52  |
| 029  | Reims                   | Grande aire  | 230 Fraction : 60   | 322 264 Fraction : 18 231    | 2 370,42 Fraction : 540,6 | 136 Fraction : 34  |
| 074  | Saint-Quentin           | Grande aire  | 99 Fraction : 98    | 110 746 Fraction : 110 623   | 805,98 Fraction : 799,76  | 137 Fraction : 138 |
| 127  | Soissons                | Grande aire  | 63                  | 63 619                       | 418,35                    | 152                |
| 146  | Laon                    | Grande aire  | 75                  | 52 773                       | 590,32                    | 89                 |
| 181  | Château-Thierry         | Grande aire  | 35                  | 35 438                       | 312,27                    | 113                |
| 233  | Tergnier                | Moyenne aire | 7                   | 22 463                       | 48,76                     | 461                |
| 250  | Chauny                  | Moyenne aire | 10                  | 20 045                       | 83,46                     | 240                |
| 367  | Hirson                  | Petite aire  | 3                   | 10 215                       | 50,75                     | 201                |
| 429  | Ham                     | Petite aire  | 4 Fraction : 1      | 7 422 Fraction : 79          | 50,66 Fraction : 2,44     | 147 Fraction : 32  |
| 488  | Guise                   | Petite aire  | 4                   | 6 328                        | 51,83                     | 122                |
| 518  | Bohain-en-Vermandois    | Petite aire  | 1                   | 5 670                        | 31,74                     | 179                |
| 615  | Vervins                 | Petite aire  | 7                   | 4 609                        | 81,58                     | 56                 |
| 748  | Le Nouvion-en-Thiérache | Petite aire  | 1                   | 2 669                        | 48,42                     | 55                 |

### Synthèse départementale sur les aires urbaines
| Type                    | Type                    | Quantité | Quantité | Superficie | Superficie | Population | Population | Densité (hab./km2) |
| Type                    | Type                    | Nb.      | %        | Km2        | %          | Hab.       | %          | Densité (hab./km2) |
| ----------------------- | ----------------------- | -------- | -------- | ---------- | ---------- | ---------- | ---------- | ------------------ |
| Communes polarisées     | Communes polarisées     | 430      | 53,48    | 3 710,23   | 50,4       | 385 869    | 71,64      | 104                |
| dont :                  | — grandes aires         | 396      | 92,1     | 3 311,25   | 89,25      | 313 791    | 81,32      | 95                 |
| dont :                  | — moyennes aires        | 17       | 3,95     | 132,22     | 3,56       | 42 508     | 11,02      | 321                |
| dont :                  | — petites aires         | 17       | 3,95     | 266,76     | 7,19       | 29 570     | 7,66       | 111                |
| Communes non polarisées | Communes non polarisées | 374      | 46,52    | 3 651,3    | 49,6       | 152 790    | 28,36      | 42                 |

## Aires urbaines en 1999
Cette section ci-dessous comprend les huit aires urbaines de l'Aisne au recensement de 1999, dans leurs délimitations définies par l'Insee en 1999.
Suivant la classification de l'Insee, la typologie des communes de l'Aisne se répartit ainsi :
| Type                       | Communes | Communes (%) | Superficie (km2) | Superficie (%) | Population (1999) | Population (%) | Densité (hab./km2) |
| -------------------------- | -------- | ------------ | ---------------- | -------------- | ----------------- | -------------- | ------------------ |
| Espaces à dominante rurale | +305,    | +037,4 %     | +003 164,        | +042,9 %       | +151 973,         | +028,4 %       | +048,04            |
| Communes monopolarisées    | +279,    | +034,2 %     | +002 163,        | +029,4 %       | +104 021,         | +019,4 %       | +048,1             |
| Communes multipolarisées   | +193,    | +023,7 %     | +001 662,        | +022,6 %       | +071 000,         | +013,3 %       | +042,71            |
| Pôles urbains              | +039,    | +004,8 %     | +000379,         | +005,1 %       | +208 495,         | +038,9 %       | +549,48            |
| Total                      | +816,    | +100, %      | +007 368,        | +100, %        | +535 489,         | +100, %        | +072,68            |

Les communes urbaines du département forment 8 aires urbaines :
| Aire urbaine                | Communes | Pôles urbains | Superficie (km2) | Superficie (%) | Population (1999) | Population (%) | Densité (hab./km2) |
| --------------------------- | -------- | ------------- | ---------------- | -------------- | ----------------- | -------------- | ------------------ |
| Communes à dominante rurale | +305,    | +0,           | +003 164,        | +042,9 %       | +151 973,         | +028,4 %       | +048,04            |
| Communes multipolarisées    | +193,    | +0,           | +001 662,        | +022,6 %       | +071 000,         | +013,3 %       | +042,71            |
| Saint-Quentin               | +085,    | +7,           | +000650,         | +008,8 %       | +103 676,         | +019,4 %       | +159,48            |
| Laon                        | +068,    | +2,           | +000535,         | +007,3 %       | +049 853,         | +009,3 %       | +093,19            |
| Soissons                    | +060,    | +9,           | +000406,         | +005,5 %       | +064 042,         | +012, %        | +157,81            |
| Château-Thierry             | +034,    | +8,           | +000311,         | +004,2 %       | +032 401,         | +006,1 %       | +104,03            |
| Reims                       | +028,    | +0,           | +000293,         | +004, %        | +008 913,         | +001,7 %       | +030,46            |
| Paris                       | +023,    | +0,           | +000196,         | +002,7 %       | +007 871,         | +001,5 %       | +040,21            |
| Chauny                      | +013,    | +6,           | +000103,         | +001,4 %       | +021 743,         | +004,1 %       | +211,71            |
| Tergnier                    | +007,    | +7,           | +0 00049,        | +000,7 %       | +024 017,         | +004,5 %       | +492,56            |
| Total                       | +816,    | +39,          | +007 368,        | +100, %        | +535 489,         | +100, %        | +072,68            |

Les 193 communes urbaines multipôlarisées n'appartiennent pas spécifiquement à une seule aire urbaine.
Les aires urbaines de l'Aisne se rattachent à un seul espace urbain : le grand bassin parisien :
| Espace urbain                                     | Communes | Superficie (km2) | Superficie (%) | Population (1999) | Population (%) | Densité (hab./km2) |
| ------------------------------------------------- | -------- | ---------------- | -------------- | ----------------- | -------------- | ------------------ |
| Grand bassin parisien                             | +511,    | +004 204,        | +057,1 %       | +383 516,         | +071,6 %       | +091,22            |
| Commune appartenant à l'espace à dominante rurale | +305,    | +003 164,        | +042,9 %       | +151 973,         | +028,4 %       | +048,04            |
| Total                                             | +816,    | +007 368,        | +100, %        | +535 489,         | +100, %        | +072,68            |